# Adolf von Oldenburg
Adolf von Oldenburg (* 23. August 1898 in Dellbrück, Kreis Süderdithmarschen; † nach 1947) war ein deutscher Politiker (SPD).
Von Oldenburg war von Beruf Maschinenbauer; 1946 war er als Bauer in Busenwurth tätig. Er war Mitglied des zweiten Ernannten Landtags von Schleswig-Holstein. Dem Landtag gehörte er vom 2. Dezember 1946 bis zum 19. April 1947 an. Von Oldenburg war im Landtag Schleswig-Holsteins von Dezember 1946 bis April 1947 Mitglied des Ausschusses für Ernährung und Landwirtschaft.